# The Capital

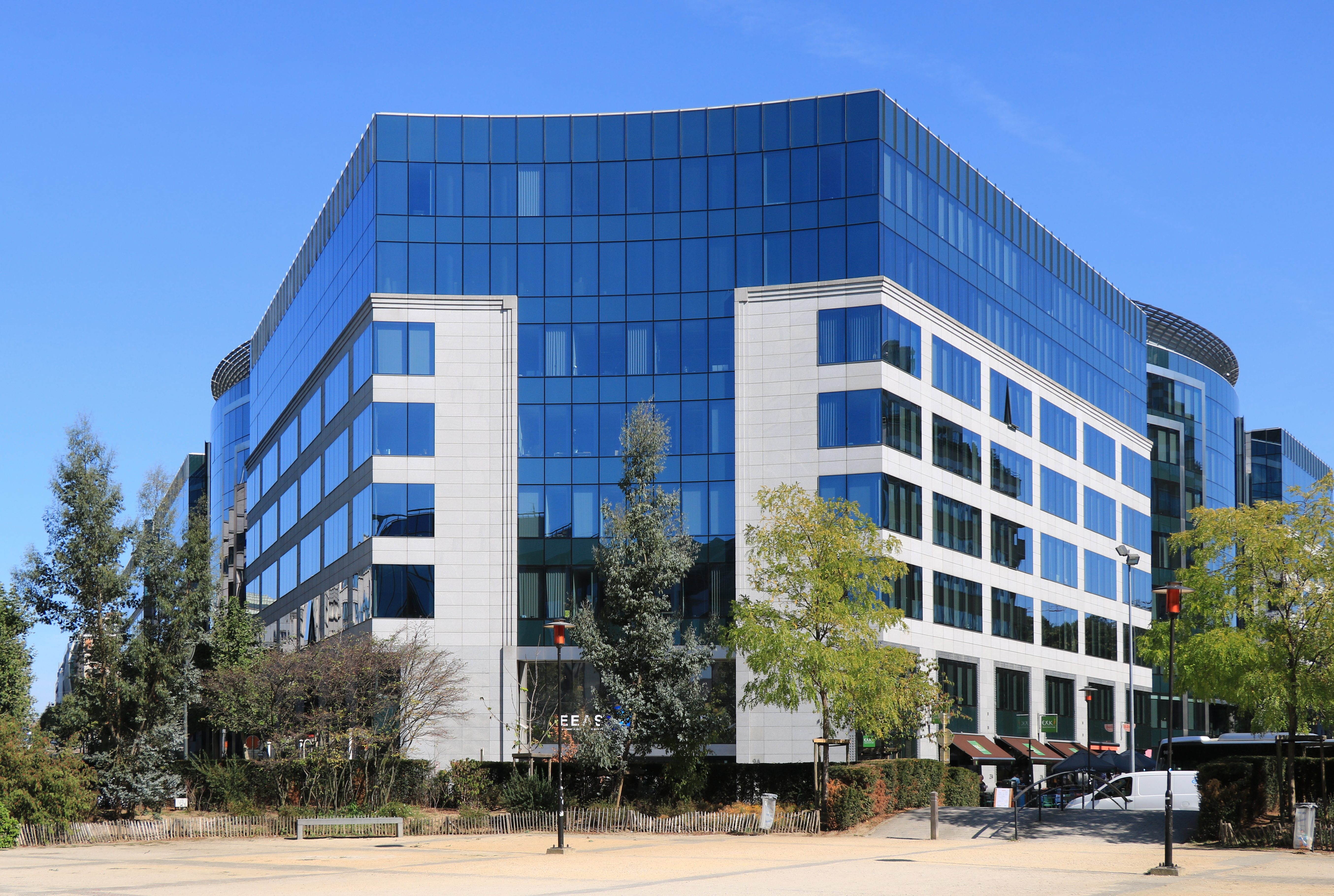
The Capital

The Capital is een kantoorgebouw aan het Schumanplein in de Europese wijk in Brussel. Het gebouw werd ontworpen door Atelier d'architecture de Genval tussen 2001 en 2009. Het gebouw huisvest de Europese dienst voor extern optreden (Engels: European External Action Service, EEAS). De EEAS is opgericht op 1 december 2009 en ondersteunt de Hoge vertegenwoordiger van de Unie voor Buitenlandse Zaken en Veiligheidsbeleid.